# Абрыскино
Абры́скино (чув. Лачака) — деревня в Нурлатском районе Республики Татарстан. Находится в 19 км к северо-западу от города Нурлат.
По данным переписи 2000 года, в деревне проживает 270 жителей (чуваши). Основной вид деятельности населения — овцеводство. В деревне работает магазин, амбулатория. Начальная школа с 2011 года закрыта, дети учатся в с. Якушкино. В Абрыскино проживает много пожилых людей, но есть и молодое население — строятся новые дома. Главная проблема деревни — нет работы, поэтому многие жители ведут личное подсобное хозяйство (сад-огород, крупный рогатый скот, овцы, козы, лошади, гуси, куры, утки, муларды). Некоторые жители работают в городе, в соседних деревнях, а также на нефтедобывающей станции, которая построена рядом с деревней.

## История
Первые упоминания о деревне относятся к 1782 году. Она являлась выселком из села Салдакаево. До 1860-х годов жители относились к категории государственных крестьян. Занимались земледелием, разведением скота. В начале XX века в Абрыскине функционировали школа Братства Святого Гурия, кузница, мелочная лавка. В 1913-м была открыта земская школа. В этот период земельный надел сельской общины составлял 1276 десятин. До 1920 года деревня входила в Егоркинскую волость Чистопольского уезда Казанской губернии; с 1920-го — в составе Чистопольского кантона ТАССР; с 10 августа 1930 года — в Октябрьском (с 10 декабря 1997 года — Нурлатский) районе.

## Население
- 1792 — 66 человек
- 1859—307 человек
- 1897—531 человек
- 1908—614 человек
- 1920—829 человек
- 1926—712 человек
- 1938—652 человека
- 1949—540 человек
- 1958—458 человек
- 1970—586 человек
- 1979—507 человек
- 1989—290 человек
- 2000—270 человек

Включена в состав Якушкинского сельского поселения с центром в селе Якушкино.